# واجهة دماغ-دماغ

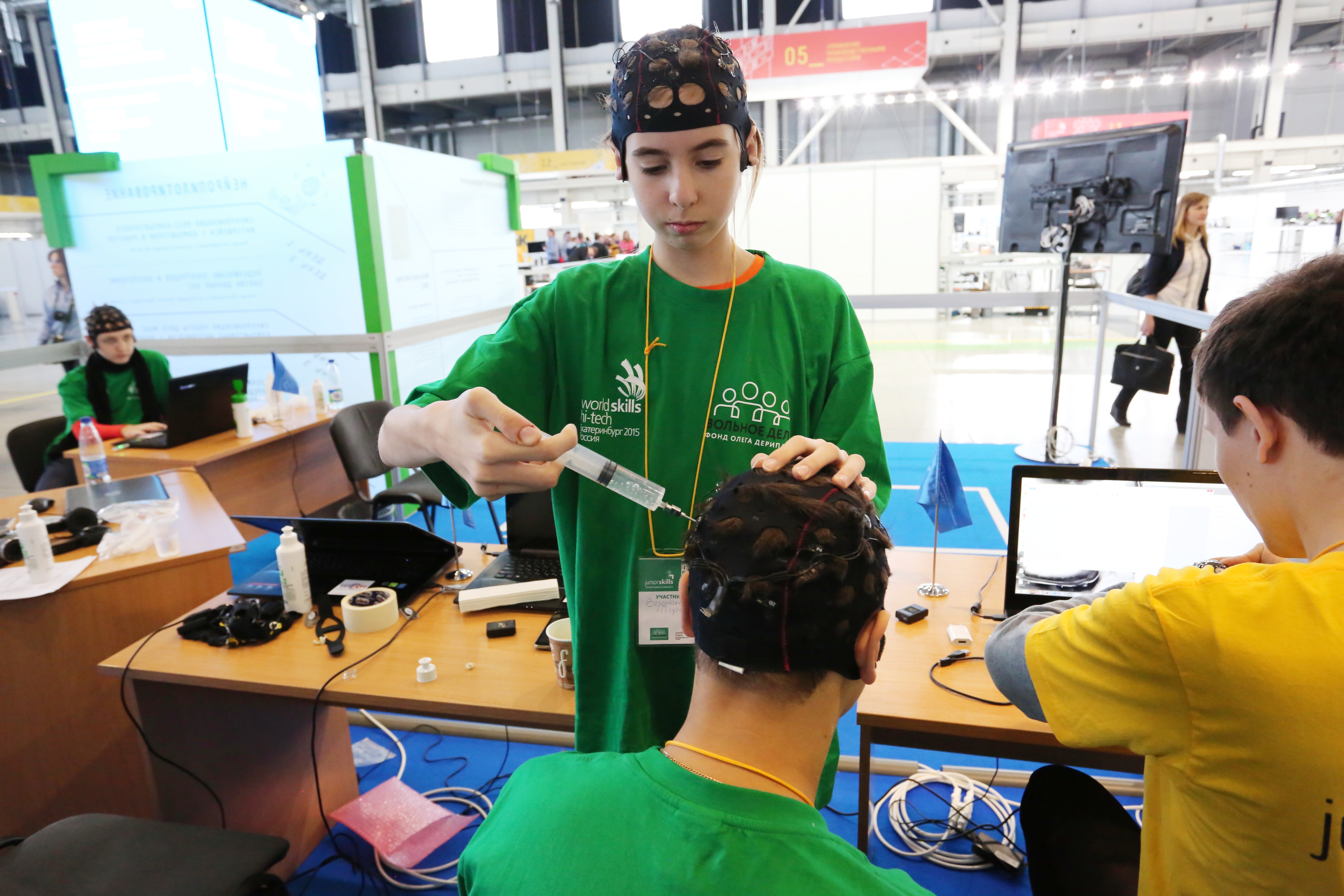

واجهة دماغ-دماغ، أو التّواصل المباشر بين الأدمغة (بالإنجليزيّة Direct brain communication أو Brain-brain interface) هو اتصال مباشر بين الأدمغة الحيوانيّة (أو البشريّة) والّذي يعتمد على استقبال الموّجات الكهربائيّة النّاتجة عنالخلايا الدماغية أثناء عمليّة التّفكير والّية تعرف بالانتقال المتشابك، حيث تؤدّي الإشارات الكيميائية بين الخلايا إلى موّجات كهربائيّة يمكن وصلها لاسلكيا بين دماغين.
تزامنًا مع استقبال هذه الموّجات من دماغ المرسل انكودر encoder ويتم التقاطها -عن طريق الحاسوب- ومن ثم إرسالها إلى دماغ الطّرف المستقبِل طرف آخر ديكودر decoder ، حيث يمكن فعل ذلك عن طريق ربط الطّرفين بجهاز حاسوب في حال تواجدا في نفس المكان، أو عمل ذلك «عن بعد» سلكيا أو لاسلكيا، حيث يتمّ ربط كل ّ طرف بجهاز حاسوب مستقبل وتبادل الموجات العصبية حركية أو بصرية أو سمعية عبر موجات كهرومغناطيسية.
وقد نجح العلماء بمراكز أبحاث الهندسة العصبية بهذا التبادل وتطبيقه على الأدمغة البشرية باستخدام تقنية النانو تكنولوجي عن طريق الرقاقات البيلوجية البيوشيب المتناهية الصغر لاستقبال وإرسال الموجات الكهرومغناطيسية.
في عام 2013 تمكّن كلّ من الباحثين راجيش راو (Rajesh P. N. Rao) وزميله أندريا ستوكو (Andrea Stocco)
من استخدام تسجيلات دماغية إلكترونية وتشكيل محاكاة مغناطيسية لارسالها لمجمع دماغي.
عام 2015، تمكن العلماء من وصل عدة أدمغة للقردة والفئران وتشكيل «كمبيوتر عضوي»